# کوتارو نیشییاما
کوتارو نیشییاما (انگلیسی: Koutaro Nishiyama؛ زادهٔ ۱۱ اکتبر، ۱۹۹۱) صداپیشگی اهل ژاپن است.